# Весёлое (Куликовский район)
Весёлое (укр. Весе́ле) — село Куликовского района Черниговской области Украины. Население 105 человек.
Код КОАТУУ: 7422781002. Почтовый индекс: 16341. Телефонный код: +380 4643.

## Власть
Орган местного самоуправления — Вересочский сельский совет. Почтовый адрес: 16341, Черниговская обл., Куликовский р-н, с. Вересочь, ул. Победы 36, тел. 2-51-82.